# Kragmaki
Kragmaki (Eulemur collaris) är en primat i familjen lemurer som förekommer på sydöstra Madagaskar.

## Utseende
Kragmaki blir cirka 40 cm lång (huvud och bål) och har en 50 till 55 cm lång svans. Individerna väger 2,2 till 2,5 kg. Pälsen har på hanarnas ovansida en gråbrun färg och deras undersida är ljusare i samma färg. Hanarnas svans är däremot mörkare än ryggen. Hos honor är pälsen på ryggen mindre grå och mera rödaktig. Ansiktet och huvudets topp är hos båda kön mörkgrå. Färgen står i kontrast till den orangebruna pälsen på kinder och under hakan. Hos hanar är pälsen på kinderna yvigare. Ögonen har en orange färg och ovanpå dessa är den gråa pälsen lite ljusare.

## Ekologi
Arten vistas i låglandet och i medelhöga bergstrakter upp till 1875 meter över havet. Habitatet utgörs främst av fuktiga skogar. En flock består av flera vuxna hannar och honor samt deras ungar. De kan vara aktiva under alla tider av dygnet. Kragmaki äter huvudsakligen frukter.
Flocken har oftast 3 till 12 medlemmar. Dessutom registrerades flockar med upp till 29 individer. Födan kompletteras med blad, blommor, bark, trädens vätskor och olika ryggradslösa djur. I sällsynta fall äts även små kameleonter och ibland intas jord. När kragmakin äter blommor och nektar från de resandes träd hjälper den troligen vid växtens pollinering.
Hanar strider mot varandra om rätten att para sig och striden kan medföra att en individ måste lämna flocken. Ofta väljer honan endast en hane för parningen men allmänt kan hon para sig med flera hanar under en brunstighet. Hanar och honor parar sig i juni eller juli. Dräktigheten varar cirka 120 dagar och sedan föds oftast en unge, ibland tvillingar. Ungarna blir i slutet av första eller under andra levnadsåret könsmogna. Kragmaki kan leva 20 till 25 år.
Individerna har ett svagt grymtande läte under vandringar för kommunikationen mellan flockmedlemmar som tillfällig mister blickkontakt. Varningsskriket för fiender på marken är ett intensivt grumsande. När stora fåglar syns i närheten används istället ett visslande skrik. Träd i reviret markeras av hanar och honor med sekret från analkörtlarna. Hanar använder dessutom körtlar vid huvudet och de markerar även individer av honkön. En flock kan vandra upp till 2350 meter under ett dygn.

## Status
Denna lemur jagas för köttets skull och flera ungdjur fångas för att hålla de som sällskapsdjur. Ytterligare hot är skogsavverkningar för produktionen av träkol samt för svedjebruk. IUCN listar kragmakin som sårbar (VU).